# Patrick Patterson
Patrick Davell Patterson (Washington, 14 marzo 1989) è un ex cestista statunitense.

## Carriera

### NBA
Dopo aver giocato complessivamente 163 partite con gli Houston Rockets nell'arco di due stagioni e mezzo, il 21 febbraio 2013 viene ceduto insieme a Cole Aldrich ed a Toney Douglas ai Sacramento Kings, in cambio di Francisco García, Thomas Robinson e Tyler Honeycutt. Il 9 dicembre 2013 è stato ceduto ai Toronto Raptors insieme ad altri tre giocatori nella trade che ha portato Rudy Gay, Quincy Acy e Aaron Gray ai Kings.

## Statistiche

### College
| Anno      | Squadra           | PG | PT | MP   | TC%  | 3P%  | TL%  | RP  | AP  | PRP | SP  | PP   |
| --------- | ----------------- | -- | -- | ---- | ---- | ---- | ---- | --- | --- | --- | --- | ---- |
| 2007-2008 | Kentucky Wildcats | 25 | 25 | 35,7 | 57,4 | 0,0  | 73,1 | 7,7 | 1,7 | 0,8 | 1,2 | 16,4 |
| 2008-2009 | Kentucky Wildcats | 34 | 34 | 33,7 | 60,3 | 0,0  | 76,8 | 9,3 | 2,0 | 0,6 | 2,1 | 17,9 |
| 2009-2010 | Kentucky Wildcats | 38 | 38 | 33,0 | 57,5 | 34,8 | 69,2 | 7,4 | 0,9 | 0,7 | 1,3 | 14,3 |
| Carriera  | Carriera          | 97 | 97 | 34,0 | 58,5 | 32,9 | 73,4 | 8,2 | 1,5 | 0,7 | 1,6 | 16,1 |

### NBA

#### Regular Season
| Anno      | Squadra          | PG  | PT | MP   | TC%  | 3P%  | TL%  | RP  | AP  | PRP | SP  | PP   |
| --------- | ---------------- | --- | -- | ---- | ---- | ---- | ---- | --- | --- | --- | --- | ---- |
| 2010-2011 | Houston Rockets  | 52  | 6  | 16,7 | 55,8 | 0,0  | 71,4 | 3,8 | 0,8 | 0,3 | 0,7 | 6,3  |
| 2011-2012 | Houston Rockets  | 64  | 1  | 23,2 | 44,0 | 0,0  | 70,2 | 4,5 | 0,8 | 0,4 | 0,6 | 7,7  |
| 2012-2013 | Houston Rockets  | 47  | 38 | 25,9 | 51,9 | 36,5 | 75,5 | 4,7 | 1,1 | 0,4 | 0,6 | 11,6 |
| 2012-2013 | Sacramento Kings | 24  | 3  | 23,2 | 49,4 | 44,4 | 78,6 | 4,8 | 1,3 | 0,5 | 0,5 | 8,0  |
| 2013-2014 | Sacramento Kings | 17  | 6  | 24,4 | 41,0 | 23,1 | 56,3 | 5,8 | 0,9 | 0,8 | 0,2 | 6,9  |
| 2013-2014 | Toronto Raptors  | 48  | 7  | 23,3 | 47,7 | 41,1 | 74,5 | 5,1 | 1,3 | 0,9 | 0,7 | 9,1  |
| 2014-2015 | Toronto Raptors  | 81  | 4  | 26,6 | 44,9 | 37,1 | 78,8 | 5,3 | 1,9 | 0,7 | 0,5 | 8,0  |
| 2015-2016 | Toronto Raptors  | 79  | 0  | 25,6 | 41,4 | 36,2 | 85,3 | 4,3 | 1,2 | 0,7 | 0,4 | 6,9  |
| 2016-2017 | Toronto Raptors  | 65  | 8  | 24,6 | 40,1 | 37,2 | 71,7 | 4,5 | 1,2 | 0,6 | 0,4 | 6,8  |
| 2017-2018 | Oklahoma Thunder | 82  | 3  | 15,5 | 39,8 | 38,6 | 87   | 2,4 | 0,7 | 0,6 | 0,3 | 3,9  |
| 2018-2019 | Oklahoma Thunder | 63  | 5  | 13,7 | 37,4 | 33,6 | 63,3 | 2,3 | 0,5 | 0,3 | 0,2 | 3,6  |
| 2019-2020 | L.A. Clippers    | 59  | 18 | 13,2 | 40,8 | 39,0 | 81,4 | 2,6 | 0,7 | 0,1 | 0,1 | 4,9  |
| Carriera  | Carriera         | 681 | 99 | 21,1 | 44,8 | 36,9 | 75,5 | 4,0 | 1,0 | 0,5 | 0,4 | 6,7  |

#### Play-off
| Anno     | Squadra          | PG | PT  | MP   | TC%  | 3P%  | TL%  | RP  | AP  | PRP | SP  | PP   |
| -------- | ---------------- | -- | --- | ---- | ---- | ---- | ---- | --- | --- | --- | --- | ---- |
| 2014     | Toronto Raptors  | 7  | 0   | 28,4 | 54,2 | 38,9 | 77,8 | 6,7 | 1,3 | 0,4 | 0,4 | 10,4 |
| 2015     | Toronto Raptors  | 4  | 1   | 26,5 | 55,6 | 46,7 | 0,0  | 3,5 | 1,3 | 0,8 | 0,0 | 10,3 |
| 2016     | Toronto Raptors  | 20 | 9   | 29,2 | 40,4 | 30,0 | 84,6 | 3,9 | 1,2 | 0,4 | 0,5 | 7,7  |
| 2017     | Toronto Raptors  | 10 | 1   | 18,5 | 27,8 | 30,8 | 0,0  | 2,0 | 2,0 | 0,7 | 0,2 | 3,4  |
| 2018     | Oklahoma Thunder | 6  | 0   | 9,6  | 50,0 | 50,0 | 0,0  | 1,8 | 0,5 | 0,2 | 0,0 | 1,3  |
| 2020     | L.A. Clippers    | 2  | 0,0 | 5,0  | 0,0  | 0,0  | 0,0  | 0,5 | 2,0 | 0,0 | 0,0 | 4,5  |
| Carriera | Carriera         | 49 | 10  | 23,3 | 43,8 | 35,3 | 85,2 | 3,5 | 1,3 | 0,4 | 0,3 | 6,5  |

## Palmarès
- McDonald's All-American Game (2007)